# Општина Мало Црниће
Мало Црниће је општина у Браничевском округу у источној Србији. Пожаревац је удаљен 13 km, Петровац на Млави 25, а Београд 100. Према подацима са последњег пописа 2022. године у општини је живело 8.986 становника (према попису из 2011. било је 11.458 становника).

## Географске одлике
Општина Мало Црниће простире се у долини реке Млаве у плодоносној равници Стиг. По ободу општине се налазе брда, почеци Хомољских планина. Надморска висина је између 89 и 350 метара. Равничарски део општине заузима 18.613 хектара (70%), а брежуљкасти део 7.977 хектара (30%).
У општини влада умерено-континентална клима. Просек летњих температура је 20,5 °C, а зимских 1,23 °C. Највише кише падне у мају и јуну, а најмање у септембру. Око 90% вода тече према реци Млави, а 10% према Пеку. У општини постоје 2 језера: Заова и Змајевац. Територија је слабо пошумљена тако да су удари ветра типично јаки (кошава).

## Историја
Први помен насеља овог краја налази се у турском Браничевском тефтеру из 1467. У њему су пописана села: Салаковац, Горње и Доње Црниће, Батуша, Калиште, Кула, Топоница, Кобиље и Мало Градиште (од оних насеља која и данас постоје). Породица Бајлони је 1869. овде подигла Бајлонијев млин (данас „Млин Млава“). Године 1885-86. саграђена је прва четворогодишња школа у овом крају.

## Становништво
Становништво Малог Црнића и околине карактерише негативан природни прираштај, одлив становништва и демографско пражњење.
Општина обухвата 19 руралних насеља са 11.458 стална становника од којих се већина (85%) бави пољопривредом. Око 6.000 људи из ове општине ради у Западној Европи. У општини раде 4 основне школе са истуреним одељењима, и једна предшколска установа. Ту је и један дом здравља и 6 амбуланти. У Малом Црнићу, постоји и Библиотека "Србољуб Митић",чији корени залазе у далеку 1879 годину, када је у Малом Црнићу основано прово читалиште под називом "Дружбена читаоница", од стране чешке породице Бајлони.
У седишту општине Мало Црниће, истоименом насељу, одржава се годишњи Фестивал драмских аматера села Србије - Федрас.
Општина према попису из 2022. године има 8.986 становника. У општини живи 7.898 пунолетних становника, а просечна старост износи 48,99 година (47,15 за мушкарце и 50,89 за жене).
| Етнички састав према попису из 2022.‍ | Етнички састав према попису из 2022.‍ | Етнички састав према попису из 2022.‍ | Етнички састав према попису из 2022.‍ | Етнички састав према попису из 2022.‍ |
| ------------------------------------ | ------------------------------------ | ------------------------------------ | ------------------------------------ | ------------------------------------ |
|                                      |                                      |                                      |                                      |                                      |
| Срби                                 | Срби                                 |                                      | 7.941                                | 88,37%                               |
| Власи                                | Власи                                |                                      | 251                                  | 2,79%                                |
| Роми                                 | Роми                                 |                                      | 93                                   | 1,03%                                |
| Румуни                               | Румуни                               |                                      | 30                                   | 0,33%                                |
| Македонци                            | Македонци                            |                                      | 17                                   | 0,19%                                |
| Бугари                               | Бугари                               |                                      | 7                                    | 0,08%                                |
| Муслимани                            | Муслимани                            |                                      | 7                                    | 0,08%                                |
| Југословени                          | Југословени                          |                                      | 6                                    | 0,07%                                |
| Остали                               | Остали                               |                                      | 140                                  | 1,56%                                |
| Регионално                           | Регионално                           |                                      | 11                                   | 0,12%                                |
| Неизјашњени                          | Неизјашњени                          |                                      | 97                                   | 1,08%                                |
| Непознато                            | Непознато                            |                                      | 386                                  | 4,30%                                |

## Насељена места
Општина Мало Црниће се састоји од 19 насеља. Највећа насеља у општини су Смољинац и Божевац која једина имају преко 1.000 становника, 6 насеља имају између 500 и 1.000 становника док 11 имају испод 500 становника (од тога два испод 100 становника). Седиште општине налази се у Малом Црнићу.
| Насеље        | Становништво | Становништво | Промена (%) |
| Насеље        | Попис 2011.  | Попис 2022.  | Промена (%) |
| ------------- | ------------ | ------------ | ----------- |
| Аљудово       | 124          | 87           | -29,84%     |
| Батуша        | 510          | 387          | -24,12%     |
| Божевац       | 1.390        | 1.136        | -18,27%     |
| Велико Село   | 401          | 275          | -31,42%     |
| Велико Црниће | 566          | 612          | 8,13%       |
| Врбница       | 377          | 250          | -33,69%     |
| Забрега       | 179          | 111          | -37,99%     |
| Калиште       | 421          | 318          | -24,47%     |
| Кобиље        | 727          | 473          | -34,94%     |
| Крављи До     | 283          | 212          | -25,09%     |
| Кула          | 653          | 441          | -32,47%     |
| Мало Градиште | 278          | 246          | -11,51%     |
| Мало Црниће   | 724          | 624          | -13,81%     |
| Салаковац     | 693          | 613          | -11,54%     |
| Смољинац      | 1.462        | 1.199        | -17,99%     |
| Топоница      | 820          | 624          | -23,90%     |
| Црљенац       | 838          | 607          | -27,57%     |
| Шапине        | 898          | 675          | -24,83%     |
| Шљивовац      | 114          | 96           | -15,79%     |